# 21723 Yinyinwu
21723 Yinyinwu è un asteroide della fascia principale. Scoperto nel 1999, presenta un'orbita caratterizzata da un semiasse maggiore pari a 2,7571133 UA e da un'eccentricità di 0,2789710, inclinata di 6,91916° rispetto all'eclittica.